# 议政府轻电铁U100系电力动车组
议政府轻电铁U100系电力动车组（：／）是议政府轻电铁株式会社的一款通勤型电力动车组，在议政府轻电铁运营。

## 概况
U100系电力动车组是议政府轻电铁的列车，由西門子公司于2012年（生产车辆编号为U01-U15）负责生产，在2012年9月16日正式投入使用。运行于议政府轻电铁全区间。列车客室车门为外置滑軌門，每节车厢共3对车门，目前均为2辆编组。列车全部配属于松山车辆基地，列车在运营时采用无人驾驶方式。本车亦是韓國鐵路車輛中首次採用胶轮路轨系统行駛的車輛。

## 编组
| 車廂編號 | 1        | 2        |
| 集電靴   | 有       | 有       |
| 形式區分 | U0XX (M) | U1XX (M) |
| 其他設備 |          |          |
| 車輛重量 | 15.7t    | 15.7t    |
| 載客量   | 118人    | 118人    |

## 其他
編號U105的列車已在運營後不久，將車內照明由白熾燈改為LED燈。